# Lucas Copado
Lucas Copado (Múnich, 10 de enero de 2004) es un futbolista alemán que juega en la demarcación de delantero para el SC Paderborn 07 de la 2. Bundesliga.

## Trayectoria
Jugó en el equipo juvenil del SpVgg Unterhaching hasta 2016, cuando se incorporó a la cantera del Bayern de Múnich. Debutó con el Bayern de Múnich II en la Regionalliga Bayern el 27 de agosto de 2021, entrando como suplente en el minuto 67 por Nemanja Motika contra el TSV 1860 Rosenheim. Marcó en el minuto 81 y el partido terminó con un 6-0. En enero de 2022, fue convocado por Julian Nagelsmann al primer equipo del Bayern de Múnich, ya que muchos de los titulares del equipo estaban ausentes tras dar positivo por COVID-19. Debutó como profesional con el Bayern en la Bundesliga el 7 de enero de 2022 contra el Borussia Mönchengladbach, entrando como suplente en el minuto 75 por Malik Tillman. El partido terminó con una derrota en casa por 2-1 para el Bayern.

## Selección nacional
Ha jugado partidos internacionales amistosos con las selecciones nacionales de Alemania sub-15 a sub-18.

## Vida personal
Nació en Múnich, y es hijo de Eva Schrobenhauser y del exfutbolista Francisco Copado. Su padre, Francisco, tiene doble nacionalidad española y alemana, ya que nació en Kiel, hijo de trabajadores inmigrantes españoles. Su madre, la alemana Eva, es hija de Anton Schrobenhauser, futbolista retirado y mecenas del SpVgg Unterhaching y antiguo tesorero del club. También es sobrino del futbolista internacional bosnio retirado y director deportivo del Bayern de Múnich Hasan Salihamidžić (que se casó con Esther Copado, hermana de Francisco Copado). El hijo de Hasan y primo de Lucas, Nick Salihamidžić, también es futbolista del Bayern de Múnich juvenil y del segundo equipo.

## Estadísticas

### Clubes
Actualizado al último partido disputado el 19 de octubre de 2024.
| Club                           | Div.          | Temporada     | Liga  | Liga  | Liga   | Copas nacionales | Copas nacionales | Copas nacionales | Copas internacionales | Copas internacionales | Copas internacionales | Total | Total | Total  |
| Club                           | Div.          | Temporada     | Part. | Goles | Asist. | Part.            | Goles            | Asist.           | Part.                 | Goles                 | Asist.                | Part. | Goles | Asist. |
| ------------------------------ | ------------- | ------------- | ----- | ----- | ------ | ---------------- | ---------------- | ---------------- | --------------------- | --------------------- | --------------------- | ----- | ----- | ------ |
| Bayern de Múnich II · Alemania | 4.ª           | 2021-22       | 27    | 9     | 9      | ―                | ―                | ―                | ―                     | ―                     | ―                     | 27    | 9     | 9      |
| Bayern de Múnich II · Alemania | 4.ª           | 2022-23       | 21    | 4     | 6      | ―                | ―                | ―                | ―                     | ―                     | ―                     | 21    | 4     | 6      |
| Bayern de Múnich II · Alemania | 4.ª           | 2023-24       | 17    | 10    | 6      | ―                | ―                | ―                | ―                     | ―                     | ―                     | 17    | 10    | 6      |
| Bayern de Múnich II · Alemania | Total club    | Total club    | 65    | 23    | 21     | 0                | 0                | 0                | 0                     | 0                     | 0                     | 65    | 23    | 21     |
| Bayern de Múnich · Alemania    | 1.ª           | 2021-22       | 1     | 0     | 0      | 0                | 0                | 0                | 0                     | 0                     | 0                     | 1     | 0     | 0      |
| Bayern de Múnich · Alemania    | Total club    | Total club    | 1     | 0     | 0      | 0                | 0                | 0                | 0                     | 0                     | 0                     | 1     | 0     | 0      |
| LASK · Austria                 | 1.ª           | 2023-24       | 4     | 0     | 0      | 0                | 0                | 0                | —                     | —                     | —                     | 4     | 0     | 0      |
| LASK · Austria                 | 1.ª           | 2024-25       | —     | —     | —      | 1                | 0                | 0                | —                     | —                     | —                     | 4     | 0     | 0      |
| LASK · Austria                 | Total club    | Total club    | 4     | 0     | 0      | 1                | 0                | 0                | 0                     | 0                     | 0                     | 5     | 0     | 0      |
| Energie Cottbus · Alemania     | 1.ª           | 2024-25       | 8     | 1     | 0      | —                | —                | —                | —                     | —                     | —                     | 8     | 1     | 0      |
| Energie Cottbus · Alemania     | Total club    | Total club    | 8     | 1     | 0      | 0                | 0                | 0                | 0                     | 0                     | 0                     | 8     | 1     | 0      |
| Total carrera                  | Total carrera | Total carrera | 78    | 24    | 21     | 1                | 0                | 0                | 0                     | 0                     | 0                     | 79    | 24    | 21     |